# Оксокислоти телуру
Оксокислоти телуру (англ. tellurium oxyacids) — відомі оксокислоти відносяться до ступенів окиснення телуру +4 і+6. Телуритна кислота (tellurous acid) Te(O)(ОH)2 — не існує, але одержані телурити, що містять йон TeO32–. Телуратна  кислота (telluric acid) Te(ОH)6 — октаедрична молекула такого складу існує в кристалах, слабка двохосновна кислота (рК1 ≈7), утворює два ряди солей MTeO(OH)5 i M2TeO2(OH)4, помірний оксидант.